# Chinesisch-vietnamesische Beziehungen
Die chinesisch-vietnamesischen Beziehungen lassen sich mindestens zwei Jahrtausende zurückverfolgen, wobei besonders der Norden Vietnams in historischer Zeit sehr stark unter dem Einfluss des Kaiserreich China stand. Das Kaiserreich Vietnam blieb bis ins 19. Jahrhundert ein Tributstaat Chinas, bevor Indochina unter französischen Einfluss fiel. Die Volksrepublik China, die von der Kommunistischen Partei Chinas (KPCh) regiert wird, unterstützte während des Vietnamkriegs Nordvietnam und die Kommunistische Partei Vietnams (KPV), während die auf Taiwan ansässige Republik China mit Südvietnam verbündet war. Nach dem Fall von Saigon 1975 und der anschließenden Wiedervereinigung Vietnams 1976 verschlechterten sich die Beziehungen zwischen den beiden Ländern. Vietnam entmachtete die Roten Khmer in Kambodscha, eine vom maoistischen China unterstützte Bewegung, die einen Genozid am eigenen Volk verübt hatten. China griff 1979 Vietnam an und löste damit den Chinesisch-Vietnamesischen Krieg aus. Es folgten grenzüberschreitende Überfälle und Scharmützel, in denen sich China und Vietnam von 1979 bis 1990 einen anhaltenden Grenzkrieg lieferten. Im Jahr 1991 normalisierten die beiden Länder offiziell ihre diplomatischen Beziehungen. Obwohl sich beide Seiten seither um eine Verbesserung ihrer diplomatischen und wirtschaftlichen Beziehungen bemüht haben, streiten sich die beiden Länder weiterhin um Territorien im Südchinesischen Meer. Trotz dieses Konflikts wurden enge wirtschaftliche Beziehungen etabliert und die kommunistischen Parteieliten beider Staaten unterhalten ideologische und politische Kontakte.

## Geschichte

### Vorgeschichte
China und Vietnam sollen seit der Zeit der streitenden Reiche in China und der vietnamesischen Thục-Dynastie im 3. Jahrhundert v. Chr. Kontakte unterhalten, wie es in den vietnamesischen historischen Aufzeichnungen Đại Việt sử ký toàn thư aus dem 15. Jahrhundert überliefert ist. Zwischen dem 1. Jahrhundert v. Chr. und dem 15. Jahrhundert n. Chr. war Vietnam in vier verschiedenen Perioden direkt kaiserlicher chinesischer Herrschaft unterworfen. Die Han-Dynastie besiegte die Nan-Yue im Jahre 111 v. Chr. und gliederte Nordvietnam in das chinesische Kaiserreich ein. Es folgte eine Sinisierung der lokalen Bevölkerung und die chinesische Sprache, Religion, Kultur und Kleidung wurde in Nordvietnam eingeführt. Der erste große Aufstand gegen die chinesische Herrschaft brach im Jahr 40 n. Chr. aus, angeführt von den Trưng-Schwestern. Trưng Trac war eine lokale Adelige, deren Mann von den Chinesen getötete worden war. Gemeinsam mit ihrer Schwester Trưng Nhi führte sie daraufhin einen Volksaufstand gegen die Han an und beide erklärte sich zu Königinnen eines eigenständigen vietnamesischen Königreichs. Nach der Niederschlagung des Aufstands drei Jahre später durch General Ma Yuan wurden die Bemühungen zur Assimilierung der lokalen Bevölkerung verstärkt und die einheimische Elite entmachtet, eine lokale Identität blieb aber erhalten. Eine elitäre Führungsschicht von Han-chinesischen Familien, die nach Vietnam eingewandert waren, spielten eine wichtige Rolle bei der Entwicklung der Kultur Vietnams, welche bis heute stark vom Konfuzianismus beeinflusst ist. Eine kurze Periode staatlicher Unabhängigkeit während der früheren Lý-Dynastie (544–602) endete in mit einer dritten Periode chinesischer Dominanz, nachdem Vietnam von der Sui-Dynastie wiedererobert wurde. Die Unabhängigkeit konnte erst 939 wiederhergestellt werden, nachdem die chinesische Tang-Dynastie einen machtpolitischen Niedergang erlebt hatte. Ngô Quyền, der die Chinesen militärisch besiegt hatte, etablierte einen Staat, der 1076 die chinesische Beamtenprüfung übernahm und kulturell von China beeinflusst blieb.
Nachdem Vietnam im Jahr 939 seine Unabhängigkeit erlangt hatte, kam es zu einer Reihe von Kriegen zwischen China und Vietnam, in deren Verlauf Vietnam auf seinem Höhepunkt in China einfiel, und zwar während des Krieges zwischen Đại Việt und der Song-Dynastie im 11. Jahrhundert. Die vietnamesische Lý-Dynastie fiel in China ein und besetzte sogar mehrere Bezirke in Südchina. Die Mongolen der Yuan-Dynastie schickten 300.000 Soldaten im Jahre 1279, um die chinesische Herrschaft über das Rotflussdelta wiederherzustellen. Die Mongolen versuchten bis in die 1280er Jahre Vietnam zu unterwerfen, stießen jedoch auf hartnäckigen Widerstand und mussten sich zurückziehen. Die Ming-Dynastie fiel 1407 in Vietnam ein und etablierte die vierte Periode chinesischer Herrschaft, wurde aber 20 Jahre später von der Armee des Rebellenführers Lê Lợi besiegt, der darauf die spätere Lê-Dynastie in Vietnam gründete. Die Qing-Dynastie versuchte, den letzten Lê-Kaiser als Marionette wieder auf den Thron zu setzen, wurde aber 1789 von Kaiser Quang Trung besiegt. Vietnam blieb bis 1885 unter chinesischem Einfluss, als die Qing nach dem Chinesisch-Französischen Krieg die Oberherrschaft Frankreichs über Vietnam und Indochina anerkennen mussten.

### Zwischen 1885 und 1946
Sowohl China als auch Vietnam waren während des Zweiten Weltkriegs mit Angriffen durch das Japanische Kaiserreich konfrontiert, und Vietnam litt unter der Herrschaft von Vichy-Frankreich. In den chinesischen Provinzen Guangxi und Guangdong hatten die vietnamesischen Revolutionäre unter der Führung von Phan Bội Châu Bündnisse mit den chinesischen Nationalisten, der Kuomintang, geschlossen und es kam zum engen Austausch zwischen den Revolutionären. Einige vietnamesische Frauen heirateten chinesische Offiziere der Nationalrevolutionären Armee, was die Franzosen alarmierte. Ihre Kinder waren im Vorteil, da sie beide Sprachen sprechen konnten, und so arbeiteten sie häufig als Agenten für die Revolutionäre und verbreiteten deren Ideologie über die Grenzen hinweg. Gegen Ende des Krieges, als Japan und NS-Deutschland kurz vor der Niederlage standen, beschloss US-Präsident Franklin D. Roosevelt insgeheim, dass die Franzosen nach Kriegsende nicht nach Indochina zurückkehren sollten. Roosevelt bot dem Führer der Kuomintang, Chiang Kai-shek, an, ganz Indochina unter chinesische Herrschaft zu stellen, doch Chiang Kai-shek lehnte dies ab. Nach dem Ende des Zweiten Weltkriegs wurden im Rahmen eines Mandats der Vereinten Nationen 200.000 chinesische Truppen unter der Führung von General Lu Han von Chiang Kai-shek nach Nordvietnam entsendet. Die Truppen blieben bis 1946 in Indochina. Die Chinesen nutzten die Việt Nam Quốc Dân Đảng, den vietnamesischen Ableger der chinesischen Kuomintang, um ihren Einfluss in Indochina zu vergrößern. Dennoch gestanden die chinesischen Besatzungstruppen der revolutionären Nationalbewegung von Ho Chi Minh mehr Einfluss zu als die Besatzungsbehörden der britischen Armee im Süden. 1946 zogen sich die Chinesen zurück und erlaubten den Franzosen nach Nordvietnam zurückzukehren, im Gegenzug für die Aufgabe der französischen Konzessionen in der Republik China.

### Indochinakrieg und Vietnamkrieg

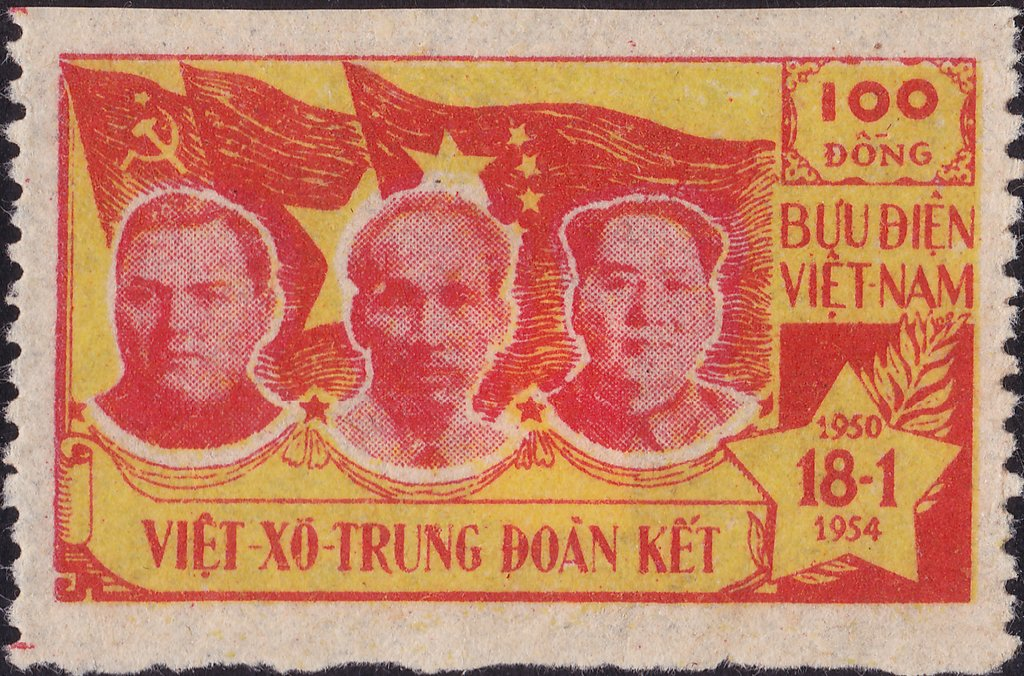
Briefmarke mit Abbildungen von Georgi Malenkow, Hồ Chí Minh und Mao Zedong (1954)

Die Republik China wurde 1949 durch die Volksrepublik China gestürzt und die Kommunisten unter Führung von Mao Zedong übernahmen die Macht in Festlandchina. Die Republik China unter Chiang Kai-shek zog sich auf die Insel Taiwan zurück. Der Indochinakrieg (ein Unabhängigkeitskrieg der Vietnamesen gegen die Franzosen) führte 1954 zur Teilung Vietnams in einen sozialistischen Norden (Demokratischen Republik Vietnam) und einen prowestlichen Süden (Staat Vietnam). Neben der Sowjetunion war das kommunistische China ein wichtiger strategischer Verbündeter Nordvietnams während des Indochinakriegs und des folgenden Vietnamkriegs (1955–1975). Die Chinesen unterstützten den kommunistischen Norden zwischen 1949 und 1975 mit Waffen, militärischer Ausbildung und lebenswichtigen Gütern, um das imperialistische französische Kolonialreich, das kapitalistische Südvietnam und dessen Verbündeten, die USA, zu besiegen. Zwischen 1964 und 1969 entsandte das kommunistische China Berichten zufolge mehr als 300.000 Soldaten, hauptsächlich in Flugabwehrdivisionen, in den Kampf nach Vietnam. Die Nordvietnamesen misstrauten allerdings gleichzeitig dem chinesischen Einfluss und schon 1946 warnte Ho Chi Minh mit den Worten „Das letzte Mal, als die Chinesen kamen, blieben sie tausend Jahre. […], aber wenn die Chinesen jetzt bleiben, werden sie nie wieder gehen.“ Während der Indochinakonferenz in Genf 1954, die den Indochinakrieg beendete, drängte der chinesische Premierminister Zhou Enlai die Viet Minh-Delegation, die Teilung Vietnams zu akzeptieren, was diese als Verrat auffasste.
Während des Vietnamkriegs hatten die Nordvietnamesen und die Chinesen vereinbart, die Lösung ihrer territorialen Probleme aufzuschieben, bis Südvietnam besiegt war. Zu diesen Fragen gehörten die fehlende Abgrenzung der vietnamesischen Hoheitsgewässer im Golf von Tonkin und die Frage der Souveränität über die Paracel- und Spratly-Inseln im Südchinesischen Meer. 1958 akzeptierte Nordvietnam die chinesische Souveränität über die Paracel-Inseln, nachdem es von China die Insel Bạch Long Vĩ erhalten hatte. Im Januar 1974 führte ein Zusammenstoß zwischen chinesischen und südvietnamesischen Streitkräften dazu, dass China die vollständige Kontrolle über die Paracel-Inseln übernahm. Nach dem Fall von Saigon im Jahr 1975 übernahm Nordvietnam die von Südvietnam kontrollierten Teile der Spratly-Inseln. Vietnam wurde 1976 unter kommunistischer Flagge nach dem Sieg des Nordens wiedervereinigt. Das vereinigte Vietnam nahm daraufhin seinen früheren Verzicht auf die Paracel-Inseln zurück, und sowohl China als auch Vietnam beanspruchen seitdem die Kontrolle über die Paracel- und Spratly-Inseln.

### Nach 1976
Im Gefolge des Vietnamkriegs führte der Kambodschanisch-Vietnamesische Krieg 1978/79 zu Spannungen mit China, das sich mit dem Demokratischen Kampuchea unter den Roten Khmer verbündet hatte. Dies und die engen Beziehungen Vietnams zur Sowjetunion führten dazu, dass China Vietnam als Bedrohung für seine regionale Einflusssphäre ansah. Nachdem die Vietnamesen die Roten Khmer gestürzt hatten und ein provietnamesisches Regime In Kambodscha installiert hatten, fürchtete die Volksrepublik während des sino-sowjetischen Zerwürfnisses eine feindliche Einkreisung. Die Chinesen entschlossen sich zu einer Strafaktion gegen Vietnam und am 17. Februar 1979 überschritt die chinesische Volksbefreiungsarmee die vietnamesische Grenze, zog sich aber am 5. März zurück, nachdem sie in einem zweiwöchigen Feldzug Teile von Nordvietnam verwüstet und kurzzeitig die vietnamesische Hauptstadt Hanoi bedroht hatte. Beide Seiten erlitten relativ hohe Verluste mit allein 65.000 chinesischen Opfern. Die anschließenden Friedensgespräche scheiterten im Dezember 1979, und China und Vietnam begannen, ihre Streitkräfte entlang der Grenze massiv aufzustocken. Es kam in den 1980er Jahren zu sporadischen anhaltenden Grenzkonflikten zwischen beiden Ländern, wobei die Chinesen einige Gebiete im Norden Vietnams besetzt hielten und einige Riffe der Spratly-Inseln erobern konnten. China wollte mit dem Krieg Vietnams Rückzug aus Kambodscha erzwingen. Die chinesische Invasion wurde allerdings als Fehlschlag bewertet und Chinas Kriegsführung bestand nach einiger Zeit vorwiegend aus wirtschaftlicher Sabotage und Destabilisierungsaktionen gegenüber dem nominell ideologischen Bruderstaat. Dreimalige Anläufe in den Jahren 1974 bis 1979 über bilaterale Verhandlungen den genauen Grenzverlauf zwischen China und Vietnam festzulegen, scheiterten.
Mit der Auflösung der Sowjetunion 1991 und dem Rückzug Vietnams aus Kambodscha 1990 begannen sich die Beziehungen zwischen China und Vietnam zu verbessern. Beide Länder planten die Normalisierung ihrer Beziehungen auf einem geheimen Gipfeltreffen in Chengdu im September 1990, und im November 1991 wurden die Beziehungen offiziell normalisiert. Beide Länder verfolgten eine vergleichbare wirtschaftliche Reformpolitik mit der vietnamesischen Doi-Moi-Politik als Entsprechung der chinesischen Reform- und Öffnungspolitik. Beide Seiten unterstützten den Antrag des jeweils anderen Landes auf Beitritt zur Welthandelsorganisation (WTO).  Die gegenseitigen Wirtschafts- und Handelsbeziehungen wurden deutlich intensiviert und beide Staaten zu engen Wirtschaftspartnern.
Am 30. Dezember 1999 wurde nach 12 Jahren Verhandlungen der Chinesisch-vietnamesische Grenzvertrag in Hanoi unterzeichnet, der die Landgrenze zwischen beiden Staaten im Wesentlichen festlegte. Die genauen Markierungen der Grenzpunkte dauerten bis zum Jahr 2008 an. Am 1. Januar 2009 unterzeichneten Vertreter beider Staaten ein Abkommen über den Verlauf der 1.449,566 Kilometer langen Landgrenze.
Der Territorialkonflikt zwischen beiden Staaten im südchinesischen Meer konnte allerdings nicht beigelegt werden und in der Amtszeit von Xi Jinping als Staatspräsident Chinas begann die Volksrepublik ihre Territorialansprüche im südchinesischen Meer deutlich aggressiver zu vertreten, einschließlich der Militarisierung der besetzten Inseln und der Belästigung und Versenkung vietnamesischer Fischerboote durch chinesische Streitkräfte. Dies löste Befürchtungen gegenüber China in Vietnam aus, was als Reaktion seine Beziehungen zu den USA intensivierte.

## Wirtschaftsbeziehungen
Nachdem beide Seiten 1991 ihre Handelsbeziehungen wieder aufgenommen hatten, stieg das jährliche Wachstum des bilateralen Handels von nur 32 Millionen US-Dollar im Jahr 1991 auf fast 7,2 Milliarden US-Dollar im Jahr 2004. 2021 lag das Handelsvolumen bereits bei über 200 Milliarden US-Dollar, womit China für Vietnam der mit Abstand wichtigste Handelspartner war. Im Jahr 2022 konnte China 15,5 % des Gesamtwerts der vietnamesischen Ausfuhren und 32,9 % der vietnamesischen Einfuhren auf sich vereinen. Zu den vietnamesischen Exporten nach China gehören Rohöl, Kohle, Kaffee und Lebensmittel, während China Pharmazeutika, Maschinen und zahlreiche weitere industrielle Erzeugnisse nach Vietnam exportiert. Beide Länder haben auch die Verkehrsverbindungen zwischen beiden Ländern gestärkt, besonders in den Grenzprovinzen mit Seehäfen, Flughäfen und Straßenverbindungen. Vietnam ist auch der Neuen Seidenstraße beigetreten und hat sich dem Regional Comprehensive Economic Partnership angeschlossen, versucht gleichzeitig aber auch die wirtschaftlichen Beziehungen zu den USA und anderen Staaten zu vertiefen, um eine zu große wirtschaftliche Abhängigkeit zu vermeiden. Infolge des Chinesisch-amerikanischen Handelskriegs und steigender Löhne in China haben einige Unternehmen ihre Produktion von China nach Vietnam verlagert.
Zahlreiche Chinesen besuchen Vietnam als Touristen. 2019 waren es allein 5,8 Millionen Touristenankünfte aus China, bevor der Tourismus durch die COVID-19-Pandemie für mehrere Jahre behindert wurde.

## Konflikt über die Seegrenzen im Südchinesischen Meer

Territorialansprüche verschiedener Staaten im Südchinesischen Meer

Der Territorialkonflikt zwischen beiden Ländern geht auf die Kolonialzeit zurück, als die Franzosen in den 1930er Jahren die von China beanspruchten Spratly- und Paracel-Inseln ihrer Kolonie Französisch-Indochina anschlossen. Einige chinesische Dynastien hatten die Kontrolle über diese Inseln ausgeübt, weshalb die Volksrepublik China als Nachfolgestaat die Hoheit über diese beansprucht. Während des Zweiten Weltkriegs vertrieb Japan die französischen Truppen und besetzte die Inseln. Nach 1945 hat die Volksrepublik China die Kontrolle über einen großen Teil der Inseln erlangt, wobei verschiedene Länder im Südchinesischen Meer Territorialansprüche geltend gemacht haben – neben der Volksrepublik China auch Vietnam, Brunei, Malaysia, Indonesien, die Republik China und die Philippinen. Beide Inselgruppen sind weitgehend unbewohnt, aber reich an natürlichen Ressourcen wie Fischgründen, Öl und Gas. Außerdem sind sie von strategischer Bedeutung für die Schifffahrt und die Sicherheit in der Region.
Im Jahr 2013 begann die VR China durch Aufschüttungen mit dem Bau von Inseln in der Region der Spratly-Inseln und der Paracel-Inseln und begann diese zu militarisieren um seine Ansprüche geltend zu machen. Dies hat die militärischen und politischen Spannungen in der Region deutlich verschärft. 2014 kam es zu anti-chinesischen Ausschreitungen in Vietnam, bei denen 21 Menschen getötet wurden, als Mobs chinesische Gastarbeiter angriffen. Auslöser waren chinesische Ölbohrungen in umstrittenen Gebieten, welche später eingestellt wurden. Im Jahr 2017 drohte China Hanoi, dass es vietnamesische Stützpunkte auf den Spratly-Inseln angreifen würde, wenn die Gasbohrungen in dem Gebiet fortgesetzt würden. Hanoi wies daraufhin das spanische Unternehmen Repsol, dessen Tochtergesellschaft die Bohrungen durchführte, an, die Bohrungen einzustellen.